# Andreas Funk
Andreas Funk (Nagyszeben, 1726. – 1791. december 23.) ágostai evangélikus szuperintendens.

## Élete
1747-től a jenai egyetemen tanult; azután prédikátor volt Nagyszebenben. 1764. június 17-ikétől Kistoronyban (Neppendorf), 1778. július 1-jétől berethalmi lelkész és szuperintendens.

## Művei
- Rede über Römer 11 bei der zu Birthelm im Jahr 1789. den 12. Oktober an dem Wohledlen und Wohlgelahrten Herrn Martin Kuhn, vormaligen ansehnlichen jüdischen Rabbiner, vollzogenen öffentlichen Tauf-Faierlichkeit, gehalten und auf besondere Veranlassung gegeben. Hermannstadt
- Kéziratban: Maria Theresia die Grosse, dies- und jenseit des Grabes Trauerrede, gehalten am 7. Januar 1781 (a báró Samuel von Brukenthal-féle könyvtárba került). Az erdélyi ág. ev. liturgia javításán is dolgozott, melynek bevégzését azonban nem érte meg.